# 生死狙击
《生死狙擊》是一款由无端科技开发，4399发行的第一人称射击游戏。游戏于2013年11月15日正式开服。2016年7月15日，无端宣布由黄晓明将担任代言人。在2017年1月20日，在Android和iOS平台发布了手机游戏版本。2018年7月18日，在Windows平台推出了微端版本。游戏最高峰时期月活人数有3000万人左右，日活跃用户大约在600万左右，最高同时在线达约70万。
2019年11月23日，续作《生死狙击2》开启首测。

## 发展阶段

### 2013年

#### 测试阶段
2013年4月，《生死狙击》开始首次技术封测。8月，游戏将独家授权给4399小游戏。8月1日，首轮删档测试开启。10日，首轮删档测试结束。
2013年11月1日，开始终极删档内测，这是正式开服前最后一次测试。15日，测试服务器删档，游戏的测试阶段结束。

#### 正式开服
2013年11月15日，在终极删档内测结束当天的下午4点，游戏正式服正式开启。首批有“双线一区”、“电信一区”和“联通一区”三个服务器。正式开服当天，游戏内推出了一些活动。
2013年12月7日，《生死狙击》在2013年金手指奖的“最受期待网页游戏”项目中获奖。

### 2016年

#### 黄晓明代言
2016年7月15日，官方宣布由黄晓明将担任代言人，并且将拍摄游戏广告片。拍摄地点在一间废弃工厂中，片场里贯穿着十分惊险的爆破场景。拍摄过程中，黄晓明拒绝使用替身，亲自在爆炸溅起的飞屑和熊熊火光中穿行。
2016年7月27日，官方在游戏内推出黄晓明签名喷漆，游戏内价格为1GP。8月1日，官方推出以黄晓明为原型所设计的同名角色，在8月活动中，每天连续登录20天打开礼包时，玩家可获得角色，也可以在游戏内花费480金币永久取得。

### 2018年

#### 推出微端
早在2017年，关于《生死狙击》微端的消息就已经开始传播了，官方也有这个计划。直到2018年初，官方传出微端正在制作的消息，预计在3月底开始测试。
3月5日，官方招募100人来参与微端精英测试，活动时间从6日到21日。
4月27日，官方开启微端限时对外测试，在4月24日前达到50级的玩家即可自动获得微端进入资格。
5月25日，微端微端测试频道已经正式开启。微端正式公测后与页游是互通的，可以从页游登录游戏进入微端房间。
7月18日，官方推出AK47不朽，以纪念《生死狙击》微端版本的发布。

## 争议

### 抄袭和盗用
2014年12月2日，游戏角色“瑞秋”上线，需要用金币（游戏中的付费货币）购买获得。玩家发现，该角色形象与光荣特库摩的死或生系列中的玛丽罗斯极其相似，如黑白蕾丝发带、过腰金发双马尾、红黑吊带连衣裙、下开式蕾丝、黑色袜带等角色设计要素，玛丽罗斯2013年9月3日在《死或生5》中初次登场，早于“瑞秋”，该角色被质疑存在抄袭。对此，无端暂无回应，并且还将该角色作为头牌人物进行官方二创和宣传。
2015年11月25日，游戏角色“恶灵”上线，需要参加挑战模式获得。玩家发现，该角色形象与EA DICE开发的星球大战系列中的达斯·维德极其相似，如像似日本兜甲的黑色头饰、黑色自给式呼吸装置（SCBA）、像似德国在第二次世界大战使用的德式钢盔以及全身的黑色盔甲等角色设计要素，达斯·维德于1977年5月25日在《星球大战IV：新希望》中初次登场，早于“恶灵”，该角色被质疑存在抄袭。
2016年4月1日，游戏角色“铁甲体”上线，需要用GP（游戏中的免费货币）购买获得。玩家发现，该角色形象与Maxis开发，EA发行的游戏孢子中的Xylan极其相似，如红色的发光复眼、嘴部的灰黑色条纹、多条从后脖处连接至身体的导管以及大片的灰白色盔甲等角色设计要素，Xylan于2008年9月5日在《孢子》中登场，早于“铁甲体”，该角色被质疑存在抄袭。
2017年3月15日，游戏角色“地狱行者”上线，需要在神器工厂（游戏里的一种抽卡活动）中获得。玩家发现，该角色形象与羅伊·湯瑪斯和約翰·巴斯馬创作的漫威漫画中的奥创极其相似，如胸前圆圈状的红色核心、遍布全身的条纹状裂缝以及全身黑红相间的装甲等角色设计要素，奥创于1968年8月在《复仇者》中初次登场，早于“地狱行者”，该角色被质疑存在抄袭。
2018年1月2日，游戏角色“黑暗特工：ZERO”上线，需要参加游戏活动获得，视频网站Bilibili UP主朱撕鸡（UID:40189136）以及游戏论坛的玩家指出，该角色形象与白金工作室开发、史克威尔艾尼克斯发行的游戏《尼尔：自动人形》中的“寄叶”二号B型（简称2B）极其相似，如黑色发带、银白色短发、黑色眼罩、黑色露胸紧身连衣裙、黑色袜带、黑色丝袜、黑色长筒靴及较长的黑色裙尾等角色设计要素，2B于2017年2月23日登场于《尼尔：自动人形》，早于“黑暗特工：ZERO”该角色被质疑存在抄袭。该事件较为知名，在其他玩家群体中负面反响较大，对此，无端暂无回应。并且还在幽能军备中将其作为玩家可操控前进的角色，其贴图构造和动作动画与《偶像大师 灰姑娘女孩》中的本田未央的へもぐろっそ所作知名手书《本田未央 - ステップ！》中的贴图构造和动作动画极其相似。
2018年2月8日，游戏角色“卫队长”上线，需要在冒险任务中获得。玩家发现，该角色形象与育碧蒙特利尔开发、育碧软件发行的游戏《彩虹六号：围攻》中的TACHANKA极其相似，如TACHANKA标志性的仅露出眼睛的钢盔、斜跨在左侧腰边的腰包、深绿色的作战服等角色设计要素，TACHANKA于2015年12月1日在《彩虹六号：围攻》第一赛季中登场，早于“卫队长”，该角色被质疑存在抄袭。

## 引用
1. 1 2  .   [2021-05-24]. （原始内容存档于2021-05-24）.
2. 1 2  .   [2021-05-24]. （原始内容存档于2021-05-23）.
3. ↑  .   [2021-07-03]. （原始内容存档于2021-07-09）.
4. ↑  .   [2021-05-24]. （原始内容存档于2021-05-23）.
5. ↑  .   [2021-05-24]. （原始内容存档于2021-05-23）.
6. ↑  .   [2021-05-24]. （原始内容存档于2021-05-23）.
7. ↑  .   [2021-05-24]. （原始内容存档于2021-05-23）.
8. ↑  .   [2021-05-24]. （原始内容存档于2021-05-23）.
9. ↑  .   [2021-05-24]. （原始内容存档于2021-05-23）.
10. ↑  .   [2021-05-24]. （原始内容存档于2021-05-23）.
11. ↑  .   [2021-05-24]. （原始内容存档于2021-05-23）.
12. ↑  .   [2021-05-24]. （原始内容存档于2021-05-23）.
13. ↑  .   [2021-05-24]. （原始内容存档于2021-05-23）.
14. ↑  .   [2021-05-24]. （原始内容存档于2021-05-23）.
15. ↑  .   [2021-05-24]. （原始内容存档于2021-05-23）.
16. ↑  .   [2021-05-24]. （原始内容存档于2021-05-23）.
17. ↑  .   [2021-05-24]. （原始内容存档于2021-05-23）.
18. ↑  .   [2021-05-24]. （原始内容存档于2021-05-24）.
19. ↑  .   [2021-07-03]. （原始内容存档于2021-12-21）.
20. ↑  .   [2021-12-21]. （原始内容存档于2021-12-29）.
21. ↑  .   [2021-12-21]. （原始内容存档于2021-12-21）.
22. ↑  .   [2021-12-21]. （原始内容存档于2021-12-21）.
23. ↑  .   [2021-12-21]. （原始内容存档于2018-06-02）.
24. ↑  .   [2021-12-21]. （原始内容存档于2021-12-21）.
25. ↑  .   [2021-12-21]. （原始内容存档于2021-12-21）.
26. ↑  .   [2021-12-21]. （原始内容存档于2021-12-21）.
27. ↑  .   [2021-12-21]. （原始内容存档于2021-12-21）.
28. ↑  .   [2021-07-03]. （原始内容存档于2021-07-09）.
29. ↑  .   [2021-07-03]. （原始内容存档于2021-07-12）.
30. ↑  .   [2021-07-03]. （原始内容存档于2021-08-03）.
31. ↑  .   [2021-12-21]. （原始内容存档于2021-12-21）.
32. ↑  .   [2021-12-21]. （原始内容存档于2021-12-21）.